# Befrielsen af Paris
Befrielsen af Paris (også kendt som slaget om Paris) fandt sted under 2. verdenskrig fra 19. august 1944 indtil den tyske garnison overgav sig den 25. august. Den franske hovedstad var blevet styret af Nazi-Tyskland, siden Frankrig overgav sig i juni 1940, hvor også Vichy Frankrig blev oprettet med hovedstad i den sydfranske by Vichy.